# تپه داراخان۱
تپه داراخان۱ مربوط به هزاره سوم قبل از میلاد - دوره اشکانیان - دوره ساسانیان است و در شهرستان سرپل ذهاب، بخش مرکزی، دهستان دشت ذهاب، ۱۰۰ متری غرب روستای تپه داراخان واقع شده و این اثر در تاریخ ۲۶ اسفند ۱۳۸۷ با شمارهٔ ثبت ۲۵۵۸۴ به‌عنوان یکی از آثار ملی ایران به ثبت رسیده است.